# Kanaaleilanden
De Kanaaleilanden (Normandisch: Îles d'la Manche, Frans: Îles Anglo-Normandes, Engels: Channel Islands) is een groep eilanden in het Kanaal vlak voor de Franse (Normandische) kust. De meeste eilanden zijn autonoom bezit van de Britse Kroon.
De totale oppervlakte bedraagt 195 km² en het inwonertal is ongeveer 150 000. Franco-Britse getallen geven een totaaloppervlakte van de eilandengroep aan van 198 km² en een bevolking van ongeveer 165 000 in 2016.

## Eilanden
Er zijn vijf grotere eilanden:
- Jersey
- Guernsey
- Sark
- Herm
- Alderney

Daarnaast zijn er twee kleinere eilanden die bewoond zijn: Jethou en Brecqhou. De andere eilandjes zijn onbewoond.
De Britse eilanden worden onderverdeeld in baljuwschappen (Engels: bailiwick).

### Baljuwschap Jersey
- Jersey
- Écréhous
- Les Pierres de Lecq
- Minquiers

### Baljuwschap Guernsey
- Guernsey
- Alderney
- Sark
- Jethou
- Herm
- Brecqhou
- Lihou

### Franse eilanden
Een aantal kleine eilanden, de Chausey-eilanden, behoort tot Frankrijk. Ze zijn voornamelijk privébezit.
| Vlag | Naam             | Hoofdstad        | Oppervlakte | Inwoners | Moederland          |
| ---- | ---------------- | ---------------- | ----------- | -------- | ------------------- |
|      | Chausey-eilanden | -                | 0,65 km²    | 30       | Frankrijk           |
|      | Guernsey         | Saint Peter Port | 63 km²      | 67.052   | Verenigd Koninkrijk |
|      | Jersey           | Saint Helier     | 116 km²     | 101.073  | Verenigd Koninkrijk |

## Politieke en bestuurlijke status
De eilanden behoren niet tot het Verenigd Koninkrijk, maar zijn (evenals onder meer het eiland Man) autonome bezittingen ofwel afhankelijke gebieden van de Britse Kroon (crown dependencies). De eilanden zijn derhalve geen leden van het Britse Gemenebest en waren nooit een onderdeel van de Europese Unie. Wel doen Isle of Man, Jersey en Guernsey elke vier jaar met een eigen team van sporters en officials mee aan de Britse Gemenebestspelen.
Historisch zijn de eilanden het laatste overblijfsel van het Hertogdom Normandië, dat in 1066 Engeland annexeerde en dat later de gebieden op het vasteland aan Frankrijk verloor. De eilanders zeggen dan ook graag: "Wij horen niet bij Engeland. Engeland hoort bij ons!" De Koning van Engeland is er staatshoofd in zijn hoedanigheid van Hertog van Normandië.
Vanwege het gunstige belastingklimaat hebben Jersey en Guernsey de naam gekregen van belastingparadijs en zijn ze een 'toevluchtsoord' voor rijke mensen en vestigingsplaats van bedrijven geworden.

## Geschiedenis
De Kanaaleilanden zijn de laatste overblijfselen van het middeleeuwse hertogdom Normandië dat grond bezat in zowel Frankrijk als Engeland. De Kanaaleilanden bleven tot 933 politiek verbonden aan Bretagne toen Willem I, hertog van Normandië, het schiereiland Cotentin en de eilanden aan zijn gebied toevoegde.
In 1066 versloeg hertog Willem de Veroveraar van Normandië de Engelse koning Harold tijdens de Slag bij Hastings en werd koning Willem I van Engeland.
Hij bleef echter zijn Franse bezittingen besturen als onafhankelijke entiteit. De eilanden bleven onderdeel van het graafschap Normandië tot 1204 toen koning Filips August van Frankrijk het graafschap veroverde op koning Jan zonder Land van Engeland. De eilanden bleven echter persoonlijk eigendom van de Engelse koning en werden omschreven als bijzonder bezit van de kroon.
Vanaf 1204 veranderden de eilanden van een vredig oord in een brandpunt van de strijd tussen Engeland en Frankrijk. Het fort Mont Orgueil werd rond die tijd gebouwd om dienst te doen als militaire basis.
Tijdens de Honderdjarige Oorlog werd de eilandengroep meermaals aangevallen en rond 1380 zelfs enkele jaren bezet door de Fransen.
Vanwege het economische belang voor de Engelse Kroon slaagden de eilanders er in speciale privileges voor zichzelf te bedingen.
Gedurende de Rozenoorlog werd Jersey van 1461 tot 1468 bezet door Frankrijk voordat Sir Richard Harliston het terugbracht onder de Engelse koning.
De Kanaaleilanden waren het enige Britse grondgebied dat tijdens de Tweede Wereldoorlog door Duitse troepen werd bezet.
Tot in de 19e eeuw overheerste op de Kanaaleilanden nog het Frans (en het Normandische dialect daarvan). In de 20e eeuw werd dit echter meer en meer door het Engels verdrongen.
De Franse schrijver Victor Hugo (die in ballingschap op de Kanaaleilanden gewoond heeft: 1852 - 1855 op Jersey en 1855 - 1870 op Guernsey) schreef de volgende lofzang over de Kanaaleilanden: "Le pays est beau, le peuple est bon, l'histoire est fière, la côte sauvage est majestueuse". (Nederlands: Het land is prachtig, de mensen zijn goed, de geschiedenis is trots, de wilde kust is majestueus.)